# Kotahnúkur
Kotahnúkur är en bergstopp i republiken Island. Den ligger i regionen Norðurland eystra, 280 km nordost om huvudstaden Reykjavík. Toppen på Kotahnúkur är 1 064 meter över havet.
Trakten runt Kotahnúkur är nära nog obefolkad, med mindre än två invånare per kvadratkilometer. Närmaste större samhälle är Húsavík, omkring 19 kilometer nordost om Kotahnúkur. Trakten runt Kotahnúkur består i huvudsak av gräsmarker.